# Красноярский театр оперы и балета имени Д. А. Хворостовского
Красноя́рский госуда́рственный теа́тр о́перы и бале́та имени Д. А. Хворосто́вского — стационарный репертуарный театр в городе Красноярске. Основан в 1976 году. Первая постановка была представлена в 1978 году.

## История оперного искусства в Красноярске
В 1887—1888 годах Сергей Михайлович Безносиков, музыкант, ученик Н. А. Римского-Корсакова, получивший образование в Петербургской консерватории, создал первый симфонический оркестр в Красноярске. В его состав вошли музыканты-любители и музыканты военного оркестра. Оркестр на сцене городского театра исполняет произведения А. Даргомыжского, М. Балакирева, музыку из опер «Жизнь за царя» М. Глинки; «Рогнеды» А. Серова, «Русалки» А. Даргомыжского.
В 1897 году труппой В. И. Розанова были представлены публике оперы «Русалка» А. Даргомыжского, «Галька» С. Монюшко, «Жизнь за царя» М. Глинки, «Аскольдова могила» А. Верстовского, «Мазепа» П. Чайковского, «Паяцы» Р. Леонкавалло, «Фауст» Ш. Гуно, «Самсон и Далила» К. Сен-Санса, «Трубадур» Д. Верди и несколько оперетт.
В Красноярске родился и начинал выступать Владимир Пикок. Летом 1897 года в Красноярск из Санкт-Петербурга приезжает Павел Иосифович Иванов-Радкевич и становится руководителем хора Красноярской духовной семинарии. Симфоническим оркестром руководил Самуил Столерман. В 1918 году из Петрограда в Красноярск приезжает П. И. Словцов. 5 апреля 1920 года по инициативе П. И. Иванова-Радкевича и при активном участии Словцова в Красноярске открывается Народная консерватория, первым директором которой становится Павел Иванов-Радкевич. В 1923 году П. И. Словцов и его жена М. Н. Риоли-Словцова возобновляют оперные спектакли.
В 1920—1922 годах в городе работал первый советский театр; его оперная труппа ставила сцены из опер, оперетты, давала симфонические концерты.
В конце 1924 года на базе любительского коллектива П. И. Словцова создана оперная труппа под названием «Трудовой оперный коллектив» в составе ста человек. Горсовет разрешил использовать для оперных спектаклей здание театра им. А. С. Пушкина, и выделил дотацию в три тысячи рублей. Труппа поставила сорок четыре спектакля.
Во время Второй мировой войны в Красноярске на сцене драматического театра имени А. С. Пушкина работали эвакуированные труппы Одесского и Днепропетровского театров оперы и балета, давшие в общей сложности свыше пятисот спектаклей и концертов и показавшие за годы эвакуации красноярцам двадцать опер, среди них — «В бурю» Хренникова, «Царская невеста» Римского-Корсакова, «Евгений Онегин» Чайковского, «Риголетто» и «Бал-маскарад» Верди, «Наталка-Полтавка» Лысенко, «Кармен» Бизе; балеты «Лебединое озеро» Чайковского, «Корсар» Адана, «Бахчисарайский фонтан» Асафьева. Завершилось пребывание эвакуированных оперных театров в Красноярске 18 июня 1944 года.

## Театр оперы и балета
Красноярский театр оперы и балета был основан 30 декабря 1976 года приказом министерства культуры РСФСР. 
Здание было построено в 1966—1978 годах по проекту лауреата Государственной премии Союза ССР архитектора И. А. Михалёва. Изначально предназначалось для Красноярского театра музыкальной комедии; в начале 1970-х годов, когда было принято решение об открытии в городе театра оперы и балета, в первоначальный проект автором были внесены значительные изменения. Открытие театра было приурочено к 350-летию Красноярска; здание расположено на одноимённой площади (ныне Театральная площадь).
Первый театральный сезон был открыт оперой Александра Бородина «Князь Игорь» 20 декабря 1978 года  и балетом Петра Чайковского «Лебединое озеро» 21 декабря 1978 года.
В театре прошли абсолютные премьеры опер «Горе от ума» Банщикова (1985), «Гамлет» Слонимского (1993), балетов «Одиссея» Геворкяна (1983), «Белый олень» Баневича (1987), мюзикла «Под первой звездой» Плешака (2000); впервые в СССР были поставлены опера Бизе «Дон Прокопио» (1983), рок-балет «Иисус Христос — суперзвезда» на музыку рок-оперы Э. Л. Уэббера (1989).
Художественное руководство театра первых лет: директор — заслуженный артист РСФСР Дементьев Ю. В., директор-распорядитель —  Восходова Т.Г., главный режиссёр Высоцкий М. С., главный дирижёр Шаврук И. Л., главный хормейстер — заслуженный деятель искусств России Маевский Е. К., главный балетмейстер — лауреат государственной премии Узбекистана Маркарьянц Н. С., главный художник — Котов Н. И.
Красноярский театр оперы и балета осуществил более восьмидесяти оперных и балетных постановок.
В 1999 году театр поставил балет «Царь-рыба» по мотивам рассказов, входящих в книгу В. П. Астафьева «Царь-рыба».
Среди лучших постановок: оперы — «Князь Игорь»  Бородина (1978), «Борис Годунов»  Мусоргского (1983), «Фауст»  Гуно (1986), «Аида»  Верди (1979), «Тоска» Пуччини (1980), «Трубадур» (1987), «Травиата» (1992, совм. русско-французская постановка) Верди, «Тоска»  Пуччини, (1994 новая пост.), «Русалка»  Даргомыжского (1988), «Гамлет»  Слонимского (1993), «Мазепа»  Чайковского (1990), «Мавра»  Стравинского (1991), «Дочь полка» Доницетти (1998), «Обручение в монастыре»  Прокофьева (2003); балеты — «Лебединое озеро» (1978, новая пост.1985) Чайковского, «Жизель»  Адана (1978), «Кармен-сюита»  Бизе-Щедрина (1991), «Баядерка»  Минкуса (1982), «Бахчисарайский фонтан»  Асафьева (1988), «Ромео и Джульетта»  Прокофьева (2005), «Спартак»  Хачатуряна (2007), «Каменный цветок» Прокофьева  (2012).

## Фестиваль имени П. И. Словцова

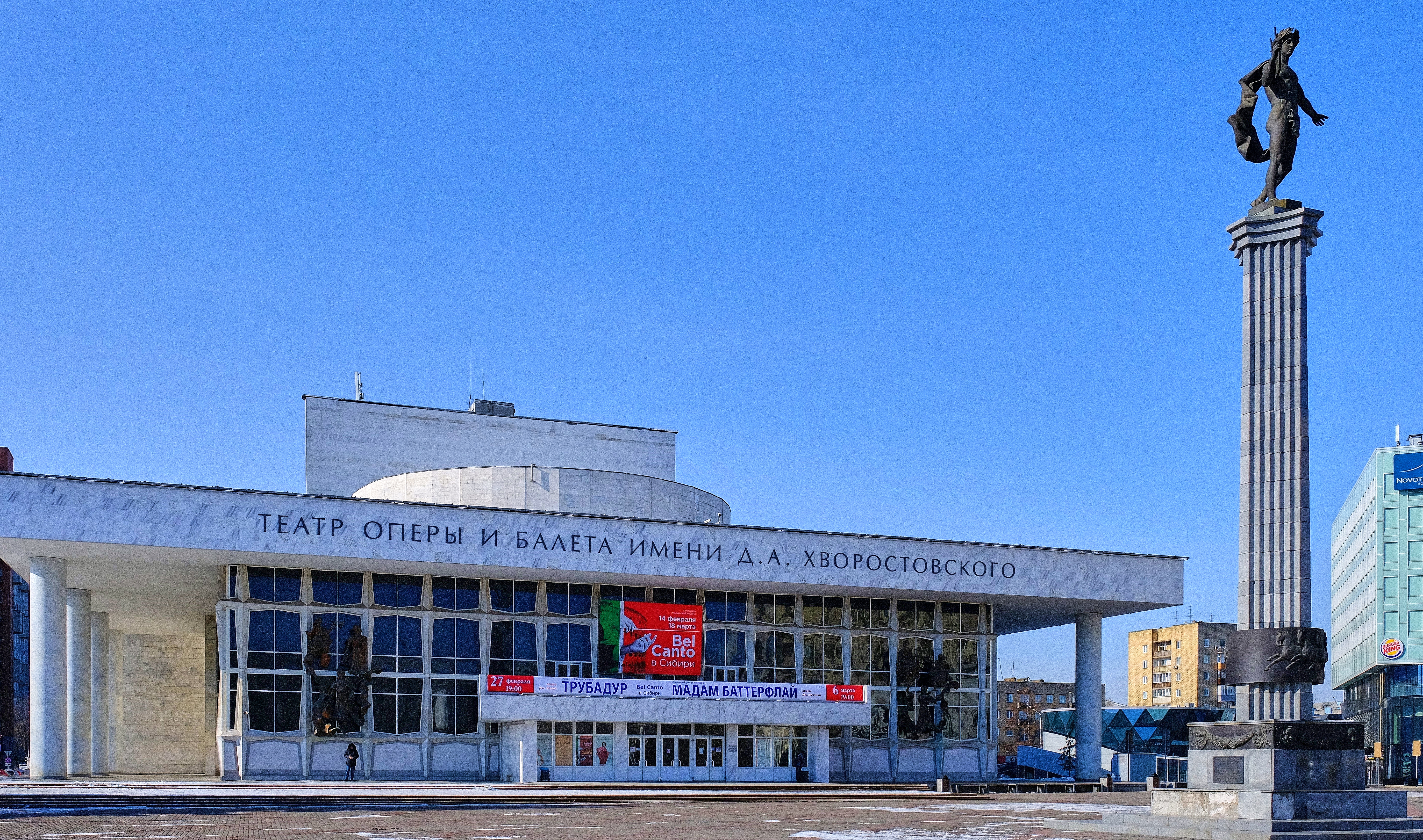
Театральная площадь и статуя Аполлона

C 1986 года театр начал проводить Международный фестиваль оперного искусства им. П. И. Словцова и конкурс вокалистов «Молодые голоса».
Театр также является одним из учредителей Международного музыкального фестиваля стран Азиатско-Тихоокеанского региона.

## Труппа
В разные годы в театре работали
- дирижёры — заслуженный деятель искусств России Георгий Муратов, Игорь Шаврук; заслуженный деятель искусств России Владимир Коваленко;
- режиссёры — заслуженный артист России Евгений Бузин; Максимилиан Высоцкий, заслуженный деятель искусств России Борис Рябикин, Вячеслав Цюпа; Станислав Улитенко;
- балетмейстеры — заслуженный работник культуры России Владимир Бурцев, лауреат Госпремии Узбекистана Николай Маркарьянц, заслуженный артист России Алексей Павленко, Владимир Федянин; Станислав Курьянинов;
- хормейстеры — заслуженный деятель искусств России Ефим Маевский, заслуженный артист России Константин Якобсон, Наталия Буш;
- художники — Генрих Арутюнов, заслуженный деятель искусств России Николай Котов;
- певцы — народные артисты России Владимир Огновенко, Лариса Марзоева, Николай Путилин, Дмитрий Хворостовский (его именем в 2018 году был назван театр[5]);
- заслуженные артисты России Нина Абт-Нейферт, Владимир Алексеев, Светлана Ефремова, Герман Ефремов, Марат Гареев, Василий Горшков, Светлана Кольянова, Александр Литвинов, Валентин Мостицкий, Георгий Мотинов, Виктор Савченков, Александр Самойлов, Николай Островский, Тамара Пронина, Владимир Прудник, Наталия Соколова, Жанетта Тараян, Людмила Яницкая;
- солисты Борис Агеев, Нина Лаврова, Герман Куклин, Анатолий Лысенко, Евгений Олейников, Анатолий Пилипенко, Ольга Ран, Леся Шевченко;
- народный артист Туркмении Гурт Назаров, народный артист Бурятии Шогдар Зондуев, заслуженный артист Северной Осетии Гарри Арутюнян, заслуженный артист Тувинской АССР Григорий Концур, заслуженный артист Хакасии Владимир Кирбижеков;
- солисты балета — народные артисты России Геннадий Акачёнок, Флора Кайдани, Александр Куимов, Василий Полушин, Лариса Сычёва, Наталья Чеховская;
- заслуженные артисты России Ольга Акинфеева, Аркадий Зинов, Марк Перетокин, Наталья Хакимова, Марина Шефер, Николай Шильников, Алла Юхимчук;
- заслуженная артистка Казахской ССР Надежда Бурцева; заслуженная артистка Туркменской ССР Гульбахар Мусаева; солисты балета Ольга Андреева, Александра Волховская, Татьяна Губина, Лариса Доброжан, Ирина Кузьмина, Геннадий Будько;
- солисты оркестра заслуженные артисты России Владимир Караулов, Александр Бетц, Николай Изотов; артистка хора заслуженная артистка Казахской ССР Тамара Городецкая.

В труппе театра (2025): певцы — народные артисты России Анатолий Березин, Владимир Ефимов; заслуженные артисты России Вера Баранова, Светлана Рацлаф-Левчук,  Олег Алексеев; солисты балета — заслуженные артистки России Екатерина Булгутова, Мария Куимова; солисты Олеся Алдонина,  Анна Федосова, Георгий Болсуновский, Иван Карнаухов, Кирилл Литвиненко; педагоги-репетиторы — заслуженные артисты России Игорь Климин, Вера Суровцева; дирижёры — заслуженные артисты России Анатолий Чепурной, Александр Косинский; дирижёры Михаил Леонтьев, Эльдар Нагиев, Александр Юдасин;  главный хормейстер — Дмитрий Ходош, главный художник — Мария Высотская; главный режиссёр — Ирина Лычагина; музыкальный руководитель и главный дирижёр — Дмитрий Юровский.
Театр был на гастролях во многих городах России, в том числе и Москве; оперная труппа гастролировала в Великобритании; балетная — в Великобритании, Норвегии, Венгрии, Греции, Испании, Италии, Португалии, Китае, Мексике, Словакии, Японии, Индии, на Филиппинах, Кипре, Тайване, Казахстане.

## Репертуар
- 1978 — «Князь Игорь» А. П. Бородина (20 декабря 1978 года, режиссёр  Максимилиан Высоцкий)
- 1978 — «Лебединое озеро» П. И.Чайковский (21 декабря 1978 года, хореограф Николай Маркарьянц)
- 1978 — «Севильский цирюльник».Джузеппе Россини (22 декабря 1978 года, режиссёр Максимилиан  Высоцкий)
- 1978 — «Кармен-сюита» Ж.Бизе-Р.Щедрин (1978.12.23,хореограф Маркарьянц Николай.)
- 1978 - «Барышня и хулиган» Д. Шостакович (1978.12.23,хореогр Маркарьянц Ник.)
- 1978 - «Евгений Онегин».П. И. Чайковский (1978.12.24,реж Высоцкий Макс.);
- 1978 - «Жизель»  А.Адан (1978.12.26,постановщик Никитина Тамара);
- 1979 - «Ураган» В. А. Гроховский (1979.01.07,режиссер Тихомиров Роман);
- 1979 - «Шопениана»(балет).Шопен (1979.03.21,постан Тер-Степанова Ксения);
- 1979 - «Пахита»(балет).Л. Минкус (1979.03.21,пост. Плахт Иоэль (Юлий);
- 1979 - «Аида».Джузеппе Верди (1979.05.06,реж Высоцкий Максимилиан);
- 1979 - «Сказка о попе и его работнике Балде».М. И. Чулаки (1979.06.17, хореогр Маркарьянц Николай);
- 1979 - «Иоланта».П.И. Чайковский. (1979.06.28,реж Высоцкий Максимилиан)
- 1979 - «Царская невеста» Н. Римский-Корсаков (1979.12.05.Реж-постановщик Панков Георгий);
- 1979 - «Дон Кихот» Л. Минкус (1979.12.30, балетм Бурцев Владимир);
- 1980.04.15 - «В бурю» Т.Н. Хренников (1980.04.15, реж Высоцкий Максимельян);
- 1980.05.29 - «Спартак» А.И. Хачатурян (1980.05.29,балетм Маркарьянц Николай);
- 1980.06.24 - «Тоска» Джакомо Пуччини (1980.06.24,реж-постан Панков Георгий);
- 1980.11.22 - «Русалка» А.С. Даргомыжский (1980.11.22.реж-постан. Кузнецов Николай);
- 1980.12.30 - «Щелкунчик» П.И. Чайковский (1980.12.30,балетм Маркарьянц Николай);
- 1981.04.30 - «Пиковая дама» П.И. Чайковский (1981.04.30,реж Высоцкий Максимилиан);
- 1981.11.04 - «Риголетто», Дж.Верди (1981.11.04, реж. Высоцкий Максимилиан)
- 1981.12.16 - «Красная шапочка» В. Гокиели (1981.12.16, реж Улитенко Станислав)
- 1981.12.22 - «Терем-теремок».И. Польский (1981.12.22, реж-постан. Высоцкий Максимилиан);
- 1993 — «Гамлет»  Сергея Слонимского. Либретто Якова Гордина по одноимённой трагедии Уильяма Шекспира. Музыкальный руководитель и дирижёр — Анатолий Чепурной; режиссёр Сергей Бузин, художник-постановщик Виктор Архипов, хормейстер Константин Якобсон. Гамлет — Владимир Ефимов; Душа Гамлета — Анатолий Богачёв; Дух отца, Король в пьесе, 1-й актёр — Анатолий Березин; Гертруда, Королева в пьесе — Жанетта Тараян; Клавдий — Валерий Одоленко; Полоний — Григорий Концур; Офелия — Тамара Пронина; Душа Офелии — Ольга Андреева; Лаэрт — Валентин Мостицкий;  Луциан — Евгений Лукьянов; Розенкранц — Евгений Любовинкин; Гильденстерн — Анатолий Пономарёв; Фортинбрас   — Алексей Бурцев.
- 2003 — «Обручение в монастыре» Сергея Прокофьева, режиссёр Владимир Гурфинкель
- 2009 — опера П. И. Чайковского «Пиковая дама» (новая сценическая версия С. Боброва)
- 2010 — балет Р. М. Глиэра «Красный мак». Балетмейстер Владимир Васильев.